# NANDA International
La NANDA International (anciennement NANDA — North American Nursing Diagnosis Association) est une organisation professionnelle nord-américaine fondée en 1982 sur le principe d'une association. Son appellation en français est Association Nord Américaine des/pour les Diagnostics Infirmiers (ANADI).
Cette organisation coordonne les efforts en matière de recherche et de reconnaissance des diagnostics infirmiers.
La NANDA-I publie une taxinomie des diagnostics infirmiers en 1994, puis en 2002. La seconde taxinomie (nommée Taxonomy II) décrit 205 diagnostics, répartis en 47 catégories, et distribués selon les treize modes fonctionnels de santé.
D'autres associations, filles de cette organisation mère, se répartissent à travers le monde, dont on peut citer notamment :
- L'AENTDE en Espagne ;
- L'AFEDI pour la Belgique, la Suisse, la France et les pays francophones ;
- L'ACENDIO pour l'Europe ;